# System V Interface Definition
El System V Interface Definition (o SVID) es un estándar que describe el comportamiento del sistema operativo UNIX System V de AT&T, incluyendo las llamadas al sistema, bibliotecas C, programas y dispositivos disponibles. Aunque no fue el primer intento de un documento de estandarizaciones, ya que la asociación /usr/group publicó una norma en 1984, basada en System III con algunas adiciones de llamadas del sistema BSD, fue un esfuerzo importante de la normalización temprana de UNIX en un período en que las variantes de UNIX se multiplicaban rápidamente y la portabilidad era problemática en la mayoría de los casos. En 1986, AT&T requirió conformidad con la edición SVID 2 si los fabricantes vendían sus productos con la marca "System V R3". En 1990, sin embargo, su importancia fue eclipsada en gran parte por POSIX y la Single UNIX Specification, que se basa en parte de la SVID. Parte de la razón de esto era, sin duda, su enfoque independiente del proveedor.

## Versiones de SVID
- Versión 1, basado en System V Release 2, publicada en 1985[2]
- Versión 2, basado en System V Release 3, publicada en 1986 (3 volúmenes)[3]
- Versión 3, basado en System V Release 4, publicada en 1989
- Versión 4, actualizada para el cumplimiento de XPG4 y POSIX 1003,1-1990, publicada en 1995